# Roel van Helden
Roel van Helden (ur. 2 września 1980 w Lottum, Holandia) – holenderski perkusista, członek power-metalowej grupy Powerwolf.
Swoją karierę rozpoczął już w wieku 11 lat, kiedy to razem ze swoim bratem otrzymał od rodziców prosty zestaw perkusyjny. W roku 1996 przystąpił do pierwszego punk rockowego zespołu Gramoxone (później "DVPLO").
Od roku 2011 pozostaje perkusistą zespołu Powerwolf.

## Dyskografia
Powerwolf
- Alive in the Night (2012)
- Preachers of the Night (2013)
- Blessed & Possessed (2015)
- The Sacrament of Sin (2018)